# 岩手大川站
岩手大川站（日语：／ Iwate-Ōkawa eki */?）是位於岩手縣下閉伊郡岩泉町大川字舞之子，東日本旅客鐵道的岩泉線車站（廢站）。隨著岩泉線全線廢除，車站在2014年（平成26年）4月1日廢除。

## 歷史
- 1957年（昭和32年）5月16日 - 小本線宇津野（此站啟用同時該站被廢除）至淺內之間開通[1]。
- 1962年（昭和37年）1月31日 - 結束處於貨物。
- 1972年（昭和47年）2月6日 - 淺內至岩泉之間開通[1]。路線名稱從小本線改為岩泉線[1]。成為無人車站。
- 1987年（昭和62年）4月1日 - 伴隨國鐵分割民營化，車站由東日本旅客鐵道（JR東日本）營運[1]。
- 2010年（平成22年）
  - 7月31日 - 由於發生天災，使岩泉線不能通行。
  - 8月2日 - 開設代行巴士服務。
- 2014年（平成26年）4月1日 - 岩泉線正式廢除，車站也被廢除[2][3]。

## 車站構造
截至車站廢除前，此站是地面車站，設有1面1線的單式月台。此站是由茂市站管理的無人車站。此站設有車站大樓的遺蹟。曾經設有1面2線的島式月台。後來車站大樓旁邊的路軌被撤走，變成現時的配線。月台設有二座候車室。

## 車站周邊
- 岩泉町公所 大川分所
- 岩手大川郵局
- 大瀑布
- 七瀑布
- 國道340號（日语：国道340号）
- 岩手縣道171號大川松草線（日语：岩手県道171号大川松草線）
- 伏屋巴士站（舊站名：岩手大川站）
  - 岩泉町民巴士（日语：岩泉町民バス） 大川、釜津田線
  - 東日本交通（日语：東日本交通 (岩手県)） 岩泉茂市線（岩泉線廢除替代巴士）

## 相鄰車站
東日本旅客鐵道（JR東日本）
■岩泉線
押角－*宇津野－岩手大川－淺內
*刪除線是在岩泉線全線廢除前已經被廢除的車站（在宇津野站廢除同時此站啟用）

## 注腳
1. 1 2 3 4 5  曾根悟（監修）. 朝日新聞出版分冊百科編集部（編集） , 编. . 週刊朝日百科. 21号 釜石線・山田線・岩泉線・北上線・八戸線. 朝日新聞出版. 2009-12-06: 21 （日语）.
2. ↑  岩泉線の廃止についてPDF（日語） - 東日本旅客鐵道，2013年11月8日
3. ↑  岩泉線きょう廃止届 押角トンネルなど無償譲渡（日語） - 讀賣新聞，2013年11月8日《2014年1月18日參閲，現時只保留存檔》